# تری بیشاب
تری بیشاب (انگلیسی: Terry Bishop؛ ۱۹۱۲-۱۹۸۱) یک فیلم‌نامه‌نویس، و کارگردان اهل بریتانیا بود. فیلم او سحرگاه در اودی در ۱۹۴۹ برنده جایزه اسکار بهترین فیلم مستند شده است. 